# Остролодочник белоцветковый
Остролодочник белоцветковый, или Остролодочник бледноцветковый (лат. Oxytropis leucantha), — вид растений рода Остролодочник (Oxytropis) семейства Бобовые (Fabaceae), растущий на галечниках, в приречных лесах и кустарниках, на лугах и в луговых степях, в сухой тундре. Эндемик России.

## Ботаническое описание
Растение зелёное, с щетинками и головчатыми волосками, с разветвлённым каудексом. Цветоносы длиннее листьев, с отстоящими и прижатыми белыми волосками, вверху с примесью чёрных. Прилистники до середины приросшие к черешку, между собой сросшиеся при основании, перепончатые, с одной жилкой, на конце заострённые, снаружи слабо опушённые, по краю с ресничками и головчатыми волосками. Листочки в числе 9—12 пар, узколанцетные, заострённые, с прижатыми и отстоящими волосками.
Кисти многоцветковые, продолговатые, с расставленными нижними цветками, сильно удлиняются при плодоношении. Прицветники линейно-ланцетные, равные половине чашечки, слабо опушённые, по краю с ресничками и головчатыми волосками. Чашечка трубчато-колокольчатая, с длинными белыми и прижатыми чёрными волосками, с зубцами в 3—6 раз короче трубки. Венчик беловатый или кремовый, с фиолетовым пятном на лодочке. Флаг 16—17 мм длиной, узкояйцевидный, на верхушке без выемки. Лодочка с носиком около 0,3 мм длиной. Бобы яйцевидные, чёрноволосистые, с брюшной перегородкой более 1,3 мм шириной, без спинной (полудвугнёздные). 2n=64, 96.

## Подвиды
- Oxytropis leucantha subsp. leucantha
- Oxytropis leucantha subsp. subarctica Jurtzev (1986) — Остролодочник полуарктический. Растение зелёное. Листочки продолговато-яйцевидные, по краю и снизу по жилке с редкими волосками. Прицветники почти голые. Чашечка в основном с черными волосками. Флаг 16—20 мм длиной, с обратнояйцевидным отгибом. Бобы продолговато-яйцевидные. 2n=48, 96. В гипоарктических лиственничных редколесьях, горных тундрах, на щебнистых карбонатных склонах и галечниках. Эндемик России.

- Oxytropis leucantha subsp. tschukotcensis Jurtzev (1986) — Остролодочник чукотский. Растение седоватое от опушения. Листочки продолговато-ланцетные или яйцевидно-ланцетные, снизу опушённые. Прицветники опушённые. Флаг (12) 13—15 (17) мм длиной. Бобы яйцевидные. 2n=48, 64, 96. В дриадовых тундрах, пойменных лесах и на галечниках. Эндемик России.